# Andrea Prosperetti
Andrea Prosperetti (...) è un fisico e matematico italiano, docente presso l'Università di Houston. E'conosciuto per i suoi lavori sul flusso multifase.

## Biografia
Andrea Prosperetti si laurea (summa cum laude) in Fisica presso l'Università di Milano nel 1968, ma seguirà i suoi corsi di dottorato presso il California Institute of Technology ottenendo il suo Ph. D. nel 1974.
Dopo un anno di post dottorato in California rientra a Milano per lavorare presso la sua "Alma Mater" fino al 1985, quando si trasferisce alla Johns Hopkins University di Baltimora dove diventa titolare della cattedra di ingegneria meccanica. Attualmente, oltre a ricoprire questa funzione, è stato anche nominato professore di Fisica Applicata all'Università di Twente in Olanda. Nel 2012 è stato eletto membro della National Academy of Engineering (USA).
Nel 2014 Prosperetti ha ricevuto in Italia il Premio Panetti Ferrari dall'Accademia delle Scienze di Torino ma, come precisato dal commissione assegnatrice del premio, "... aveva già ricevuto numerosi riconoscimenti all'estero per i suoi alti contributi scientifici sulla meccanica dei fluidi, relativa sia a vari aspetti teorici sia a questioni di modellistica per la simulazione numerica, tutti con un'ampia ricaduta in applicazioni di interesse per l'ingegneria, quali l'acustica e la trasmissione del calore. Tra i riconoscimenti più importanti, si ricorda il "Otto Laporte Award" per la fluidodinamica, attribuitogli dall'American Physical Society nel 2002 per le originali metodologie introdotte per lo studio di flussi multifase, con particolare riguardo a flussi con bolle. In effetti, Prosperetti è stato negli ultimi trent'anni un punto di riferimento internazionale, non solo per l'analisi teorica della formazione di bolle e della loro evoluzione dinamica, ma anche per la formulazione di modelli che hanno consentito l'accurata previsione di effetti macroscopici in diversi fenomeni legati a flussi multifase, sia con bolle sia con particelle o gocce in sospensione."

## Premi e riconoscimenti
- "European Fluid Mechanics Prize" dal Società Europea di meccanica (Euromech) (2014)."[4]
- "Modesto Panetti & Carlo Ferrari International Prize for Applied Mechanics" dall'Accademia delle Scienze di Torino (2014)
- Nominato membro del National Academy of Engineering (2012))."[5]
- "Silver Medal for Physical Acoustic" dall'Acoustical Society of America (2012)
- "Fluids Engineering Award" dall'American Society of Mechanical Engineers (2005)
- "Senior Award" dall'International Conference on Multiphase Flow (ICMF) (2004)
- "Otto Laporte Award" dall'American Physical Society Division of Fluid Dynamics (2002)
- "Lifetime Achievement Award" dalla Japanese Society of Multiphase Flow (2001)
- "Research Award" dal Japanese National Maritime Research Institute (2001)
- Nominato membro della Koninklijke Nederlandse Akademie van Wetenschappen (Accademia reale olandese per le arti e le scienze)(2000)